# Julie Harris (costumière)
Pour les articles homonymes, voir Harris et Julie Harris.
Cet article concerne la costumière anglaise. Pour l'actrice américaine (1925-2013), voir Julie Harris (actrice).
Diana Julie Harris (connue comme Julie Harris), née le 26 mars 1921 et morte le 30 mai 2015  à Londres (Angleterre), est une costumière anglaise.

## Biographie
Julie Harris débute comme costumière au cinéma en 1947 et collabore jusqu'en 1981 à quatre-vingt-trois films, britanniques essentiellement (plus quelques films américains ou coproductions). Elle habille notamment Deborah Kerr (ainsi, pour Le Mystère des treize (Eye of the Devil) en 1966) et David Niven, et travaille sur des réalisations de Ken Annakin, Bryan Forbes ou encore Lewis Gilbert, entre autres.
À la télévision, elle contribue à cinq téléfilms dans les années 1980 et à un feuilleton diffusé en 1991, puis se retire.
Au cours de sa carrière, Julie Harris obtient cinq nominations au British Academy Film Award des meilleurs costumes (et en gagne un), ainsi qu'une nomination à l'Oscar de la meilleure création de costumes (qu'elle remporte) — voir la rubrique « Nominations et récompenses » ci-dessous —.

## Filmographie partielle

### Au cinéma
Films britanniques, sauf mention contraire ou complémentaire
- 1947 : Holiday Camp de Ken Annakin
- 1948 : Broken Journey de Ken Annakin et Michael C. Chorton
- 1948 : Les Ailes brûlées (Good-Time Girl) de David MacDonald
- 1949 : La Rose et l'Oreiller (Once upon a Dream) de Ralph Thomas
- 1950 : Mission dangereuse (Highly Dangerous) de Roy Ward Baker
- 1950 : La Fille aux papillons (The Clouded Yellow) de Ralph Thomas
- 1951 : Le Canard atomique (Mister Drake's Duck) de Val Guest
- 1951 : Hotel Sahara de Ken Annakin
- 1951 : Jezebel (Another Man's Poison) d'Irving Rapper
- 1952 : Made in Heaven de John Paddy Carstairs
- 1952 : Je ne suis pas une héroïne (So Little Time) de Compton Bennett
- 1953 : Les Bérets rouges (The Red Beret) de Terence Young
- 1953 : The Net d'Anthony Asquith
- 1953 : Aventures à Berlin (Desperate Moment) de Compton Bennett
- 1954 : Prisonnier du harem (You know what Sailors are) de Ken Annakin
- 1954 : L'Enfer au-dessous de zéro (Hell below Zero) de Mark Robson
- 1954 : Moana, fille des tropiques (The Seekers) de Ken Annakin
- 1955 : L'Emprisonné (The Prisoner) de Peter Glenville
- 1955 : Fièvre blonde (Value for Money) de Ken Annakin
- 1955 : Cast a Dark Shadow de Lewis Gilbert
- 1955 : Simon et Laura (Simon and Laura) de Muriel Box
- 1956 : It's a Wonderful World de Val Guest
- 1956 : La Maison des secrets (House of Secrets) de Guy Green
- 1956 : Vainqueur du ciel (Reach for the Sky) de Lewis Gilbert
- 1957 : Le Scandale Costello (The Story of Esther Costello) de David Miller
- 1957 : Les Sept Tonnerres (Seven Thunders) d'Hugo Fregonese

- 1958 : La Blonde et le Shérif (The Sheriff of Fractured Jaw) de Raoul Walsh (film américano-britannique)
- 1958 : Gipsy (The Gypsy and the Gentleman) de Joseph Losey
- 1958 : In the Pocket (The Big Money) de John Paddy Carstairs
- 1959 : La Lorelei brune (Whirpool) de Lewis Allen
- 1959 : Opération Scotland Yard (Sapphire) de Basil Dearden
- 1959 : Les Seins de glace (The Rough and the Smooth) de Robert Siodmak
- 1959 : Aux frontières des Indes (Northwest Frontier) de J. Lee Thompson
- 1960 : Les Robinsons des mers du Sud (Swiss Family Robinson) de Ken Annakin (film américain)
- 1961 : Un si bel été (The Greengage Summer) de Lewis Gilbert
- 1961 : La Lame nue (The Nacked Edge) de Michael Anderson (film américano-britannique)
- 1962 : Tout au long de la nuit (All Night Long) de Basil Dearden
- 1963 : La Merveilleuse Anglaise (The Fast Lady) de Ken Annakin
- 1964 : Quatre garçons dans le vent (A Hard Day's Night) de Richard Lester
- 1964 : Mystère sur la falaise (The Chalk Garden) de Ronald Neame
- 1964 : Arrête ton char Cléo (Carry on Cleo) de Gerald Thomas
- 1965 : Darling de John Schlesinger
- 1965 : Help! de Richard Lester
- 1966 : Le Mystère des treize (Eye of the Devil) de J. Lee Thompson
- 1966 : Un mort en pleine forme (The Wrong Box) de Bryan Forbes
- 1967 : Casino Royale de Val Guest, John Huston & al. (film américano-britannique)
- 1967 : Les Chuchoteurs (The Whisperers) de Bryan Forbes
- 1968 : Prudence et la pilule (Prudence and the Pill) de Fielder Cook et Ronald Neame
- 1968 : Le chat croque les diamants (Deadfall) de Bryan Forbes
- 1969 : Goodbye, Mr. Chips d'Herbert Ross (film américain)
- 1970 : La Vie privée de Sherlock Holmes (The Private Life of Sherlock Holmes) de Billy Wilder
- 1972 : Frenzy d'Alfred Hitchcock
- 1972 : Sentimentalement vôtre (Follow Me !) de Carol Reed
- 1973 : Vivre et laisser mourir (Live and Let Die) de Guy Hamilton
- 1975 : Rollerball de Norman Jewison (film américain)
- 1975 : Le Sixième Continent (The Land that Time forgot) de Kevin Connor (film américano-britannique)
- 1976 : The Slipper and the Rose (The Slipper and the Rose : The Story of Cinderella) de Bryan Forbes
- 1977 : La Course au trésor (Candleshoe) de Norman Tokar
- 1978 : The Sailor's Return de Jack Gold
- 1979 : Dracula de John Badham (film américano-britannique)
- 1979 : Lost and Found de Melvin Frank
- 1981 : La Grande Aventure des Muppets (The Great Muppet Caper) de Jim Henson

### À la télévision (intégrale)
Téléfilms, sauf mention contraire
- 1983 : Le Signe des quatre (The Sign of Four) de Desmond Davis
- 1983 : The Kingfisher de James Cellan Jones
- 1983 : Le Chien des Baskerville (The Hound of the Baskervilles) de Douglas Hickox
- 1984 : Arch of Triump de Waris Hussein
- 1987 : Les Hasards de l'amour (A Hazard of Hearts) de John Hough
- 1991 : A Perfect Hero, feuilleton de James Cellan Jones

## Distinctions
- British Academy Film Award des meilleurs costumes :
  - En 1965, catégorie noir et blanc, pour Psyche 59 (nomination) ;
  - En 1966, catégorie couleur, pour Help! (nomination) ;
  - En 1967, catégorie couleur, pour Un mort en pleine forme (gagné) ;
  - En 1968, catégorie couleur, pour Casino Royale (nomination) ;
  - Et en 1977, pour The Slipper and the Rose (nomination) .
- Oscar de la meilleure création de costumes en 1966, catégorie noir et blanc, pour Darling (gagné).